# Claude Farrère
Claude Farrère, pseudonimo di Frédéric-Charles Bargone (Lione, 27 aprile 1876 – Parigi, 21 giugno 1957), è stato uno scrittore francese.
Seguendo l'esempio del padre, un colonnello di fanteria coloniale, sceglie la carriera militare entrando nel 1894 alla Scuola navale dove ottiene il grado di tenente di vascello nel 1906 e quello di capitano nel 1918.Tuttavia si congeda nel 1919 per consacrarsi interamente alla scrittura.
Già negli anni di impegno nella vita militare ha tempo per scrivere e pubblicare numerosi romanzi tra i quali Les Civilisés che gli valse il premio Goncourt nel 1905. Per i suoi romanzi trae ispirazione dalla sua esperienza e dai suoi viaggi ed è autore di vasta produzione e pure di narrativa minore. Claude Farrère è conosciuto dagli amanti del fantastico per alcune novelle della sua raccolta L'Autre côté che furono pubblicate da Fiction (periodico francese di fantascienza nato nell'ottobre del 1953 e pubblicato fino al 1990).
Il 6 maggio 1932, si interpone tra il presidente Doumer e il suo assassino Paul Gargalov. Rimane ferito da due pallottole nel braccio.
Claude Farrère viene eletto all'Accademia francese il 28 marzo 1935, al seggio di Louis Barthou, con un margine di soli cinque voti sul suo concorrente, Paul Claudel.

## Al cinema
Alcuni dei suoi lavori sono stati adattati per lo schermo già dai tempi del cinema muto.

## Opere
- Le Cyclone (1902)
- Fumée d'opium (1904)
- Les Civilisés (1905)
- L'Homme qui assassina (1906)
- Pour vaincre la mer (1906)
- Mademoiselle Dax, jeune fille (1907)
- Trois hommes et deux femmes (1909)
- La Bataille (1909)
- Les Petites alliées (1910)
- Thomas l'Agnelet (1911)
- La Maison des hommes vivants (1911)
- Dix-sept histoires de marins (1914)
- Quatorze histoires de soldats (1916)
- La Veillée d'armes (1917, in collaborazione con L. Népoty)
- La Dernière Déesse (1920)
- Les Condamnés à mort (1920)
- Roxelane (1920)
- La Vieille Histoire (1920)
- Bêtes et gens qui s'aimèrent (1920)
- Croquis d'Extrême-Orient (1921)
- L'Extraordinaire Aventure d'Achmet Pacha Djemaleddine (1921)
- Contes d'Outre-Mer et d'autres mondes (1921)
- Les Hommes nouveaux (1922)
- Stamboul (1922)
- Lyautey l'Africain (1922)
- Histoires de très loin et d'assez près (1923)
- Trois histoires d'ailleurs (1923)
- Mes voyages: La promenade d'Extrême-Orient (vol. 1, 1924),
- Combats et batailles sur mer (1925, in collaborazione con il comandante Chack)
- Une aventure amoureuse de Monsieur de Tourville (1925)
- Une jeune fille voyagea (1925)
- L'Afrique du Nord (1925)
- Mes voyages: En Méditerranée (vol. 2, 1926)
- Le Dernier Dieu (1926)
- Cent millions d'or (1927)
- L'Autre Côté (1928)
- La Porte dérobée (1929)
- La Marche funèbre (1929)
- Loti (1929)
- Loti et le chef (1930)
- Shahrâ sultane et la mer (1931)
- L'Atlantique en rond (1932)
- Deux combats navals, 1914 (1932)
- Sur mer, 1914 (1933)
- Les Quatre Dames d'Angora (1933)
- La Quadrille des mers de Chine (1933)
- Histoire de la Marine française (1934)
- L'Inde perdue (1935)
- Sillages, Méditerranée et navires (1936)
- L'Homme qui était trop grand (1936, in collaborazione con Pierre Benoît)
- Visite aux Espagnols (1937)
- Les Forces spirituelles de l'Orient (1937)
- Le Grand Drame de l'Asie (1938)
- Les Imaginaires (1938)
- La Onzième Heure (1940)
- L'Homme seul (1942)
- Fern-Errol (1943)
- La Seconde Porte (1945)
- La Gueule du lion (1946)
- La Garde aux portes de l'Asie (1946)
- La Sonate héroïque (1947)
- Escales d'Asie (1947)
- Job, siècle XX (1949)
- La Sonate tragique (1950)
- Je suis marin (1951)
- La Dernière Porte (1951)
- Le Traître (1952)
- La Sonate à la mer (1952)
- L'Élection sentimentale (1952)
- Les Petites Cousines (1953)
- Mon ami Pierre Louïs (1953)
- Jean-Baptise Colbert (1954)
- Le Juge assassin (1954)
- Lyautey créateur (1955)

## Filmografia
- L'Homme qui assassina, regia di Henri Andréani - da L'Homme qui assassina (1913)
- Die Liebe des Van Royk
- The Right to Love, regia di George Fitzmaurice - da L'Homme qui assassina (1920)
- Les Hommes nouveaux, regia di Émile-Bernard Donatien e Édouard-Émile Violet (1922)
- L'Homme qui assassina, regia di Kurt Bernhardt (Curtis Bernhardt) e Jean Tarride - da L'Homme qui assassina (1931)
- Notti sul Bosforo (Der Mann, der den Mord beging), regia di Kurt Bernhardt - da L'Homme qui assassina (1931)
- La battaglia (La Bataille), regia di Nicolas Farkas e Viktor Tourjansky (1933)